# 维德-伦克尔
维德-伦克尔是一个小主权国家。周围维德 伦克尔城镇和城堡，位于拉恩河。伦克尔镇延伸到进一步以北Schupbach，还包括飞地菲尔马尔。在1806年并入拿骚-魏尔堡和普鲁士。

## 维德-伦克尔侯爵（1698﹣1791）
- 约翰·弗里德里希·威廉（1698﹣1799）
- 马克西米安·亨利（1699﹣1706）
- 约翰·路易斯·阿道夫（1706﹣1762）
- 克里斯蒂安·路易斯（1762﹣1791）

## 维德-伦克尔亲王（1791﹣1806）
- 克里斯蒂安·路易斯（1791）
- 查尔斯·路易斯（1791﹣1806）